# Paul Lendvai

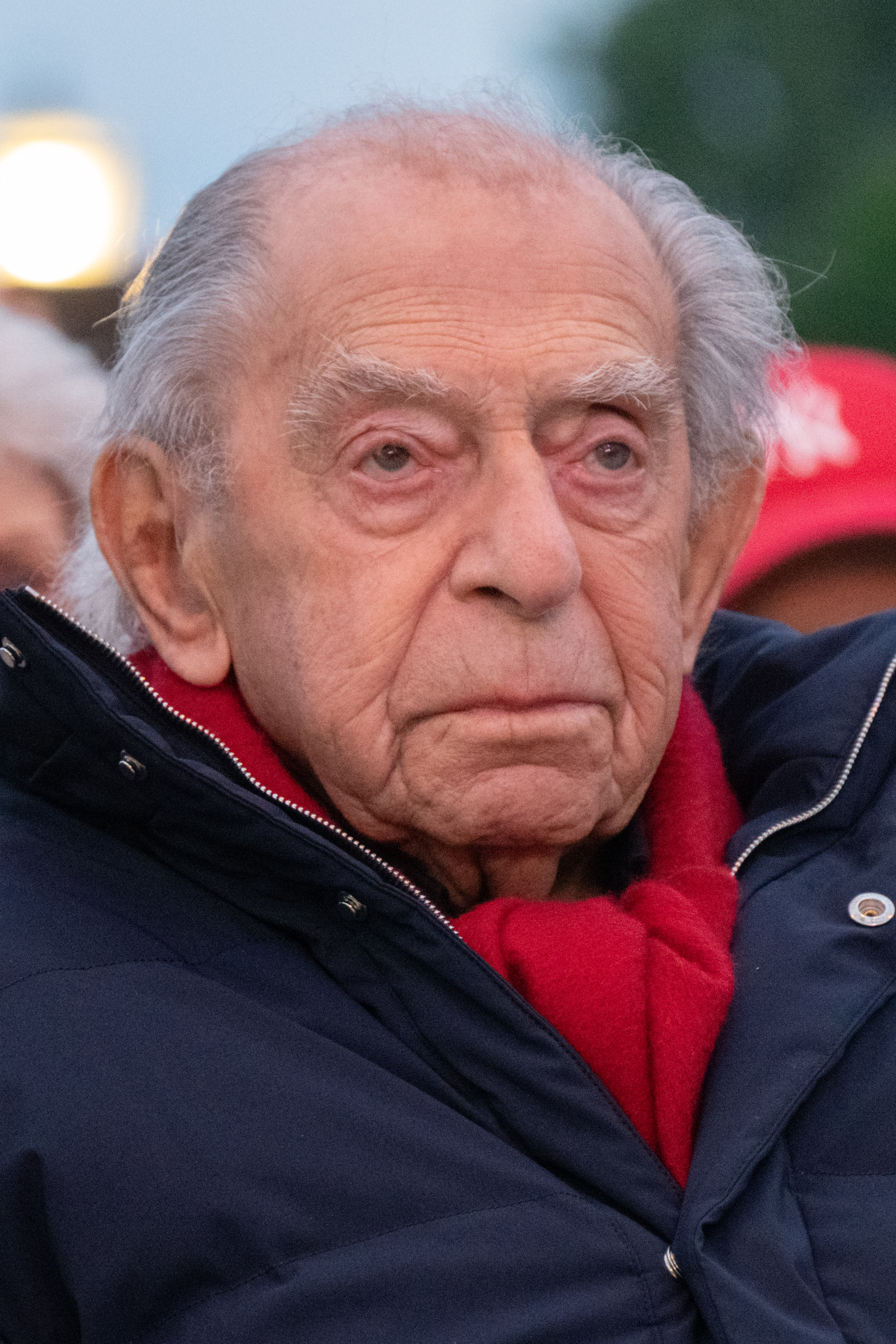
Paul Lendvai (2025)

Paul Lendvai [ˈlɛndvɒ.i] (* 24. August 1929 in Budapest) ist ein österreichischer Publizist und Moderator. Er ist politischer Kommentator der österreichischen Tageszeitung Der Standard sowie in ungarischen und englischsprachigen Medien. Von 1982 bis 1987 war Lendvai Leiter der Osteuropa-Redaktion des ORF. Von 1980 bis 2024 war er Moderator der Diskussionssendung Europastudio (Oststudio). Lendvai gilt als Kenner Ost- und Südosteuropas.

## Leben
Als Sohn jüdischer Eltern wurde er mit seinem Vater 1944 verschleppt. Nachdem ihnen Carl Lutz einen Schweizer Schutzpass besorgt hatte, konnten sie in Budapest überleben (siehe dazu auch Geschichte der Juden in Ungarn unter deutscher Besatzung).
Nach dem Krieg und einem anschließenden Jusstudium schrieb er als Journalist bei sozialdemokratischen Zeitungen in der nunmehr realsozialistischen Volksrepublik Ungarn. Lendvai wurde 1953 verhaftet und erhielt drei Jahre Berufsverbot. Im Zuge des Ungarn-Aufstandes floh er aus Ungarn über Prag und Warschau 1957 nach Wien, obwohl der Eiserne Vorhang schon schwer überwindbar war. Einer seiner ersten Freunde in Österreich wurde Hugo Portisch.
In Wien begann er zuerst als Übersetzer ungarischer Nachrichten und verfasste später eigene Artikel für Die Presse und die Neue Zürcher Zeitung – zum Schutz seiner Mutter, die in Budapest geblieben war, unter verschiedenen Pseudonymen.
1959 erhielt er die österreichische Staatsbürgerschaft. Von 1960 bis 1987 war er Auslandskorrespondent für die Londoner Financial Times in Wien. Er gründete 1973 die Zeitschrift Europäische Rundschau (2020 eingestellt) und wurde 1982 Leiter der Osteuropa-Redaktion des ORF und später Intendant von Radio Österreich International.
Von März 1980 bis April 2024 fungierte er als Leiter der Diskussionssendung Europastudio.
Als österreichischer Patriot und Mitteleuropäer versuchte er, sowohl bei der Waldheim-Affäre als auch bei den Sanktionen der EU-XIV nach der Regierungsbeteiligung der FPÖ durch Vorträge und Artikel seine neue Heimat Österreich objektiv zu beleuchten und gegen Pauschalurteile anzukämpfen.
Als Peter Handke 2019 der Nobelpreis für Literatur verliehen wurde, kritisierte er die Entscheidung vehement. Sie sei trotz Handkes großer Begabung ein „moralischer und politischer Skandal“. Handke habe sich bis heute „von seinen unfassbaren und empörenden Aussagen aus den letzten Jahrzehnten über den Zerfall Jugoslawiens nicht distanziert“.
2022 wurde von der Universität für Weiterbildung Krems und dem Europa-Forum Wachau erstmals der Prof. Paul Lendvai-Preis verliehen; erster Preisträger war Christoph Zotter von der Tageszeitung Die Presse.

## Privates
Lendvai ist in dritter Ehe mit der ungarischen Verlegerin Zsóka Lendvai verheiratet. 1962 hatte er die geschiedene Britin Margaret Kidel geheiratet, mit der er bis zu deren Tod 2003 zusammenlebte. Er besitzt seit Jahrzehnten ein Feriendomizil in Altaussee, wo er sich im Sommer gerne aufhält.

## Schriften

### Liste (Auswahl)
- Der rote Balkan. Zwischen Nationalismus und Kommunismus. Fischer, Frankfurt am Main 1969.
- Antisemitismus ohne Juden. Europaverlag, Wien 1972, ISBN 3-203-50417-0.
- Kreisky. Portrait eines Staatsmannes. Zsolnay/Econ, Wien/Hamburg/Düsseldorf 1972, ISBN 3-430-17808-8.
- Die Grenzen des Wandels. Spielarten des Kommunismus im Donauraum. Europaverlag, Wien 1977, ISBN 3-203-50611-4
- Der Medienkrieg. Wie kommunistische Regierungen mit Nachrichten Politik machen. Ullstein, Frankfurt am Main 1980, ISBN 3-548-34515-8
- Religionsfreiheit und Menschenrechte. Bilanz und Aussicht. Styria, Graz 1983, ISBN 3-222-11476-5.
- Das einsame Albanien. Reportage aus dem Land der Skipetaren. Edition Interfrom, Zürich 1985, ISBN 3-7201-5177-8.
- Das eigenwillige Ungarn. Von Kádár zu Grosz. Edition Interfrom, Zürich 1986, ISBN 3-7201-5195-6.
- Zwischen Hoffnung und Ernüchterung. Reflexionen zum Wandel in Osteuropa. Jugend und Volk, Wien 1994, ISBN 3-224-16577-4.
- Auf schwarzen Listen. Erlebnisse eines Mitteleuropäers. Hoffmann und Campe, Hamburg 1996, ISBN 3-455-11077-0.
- Die Ungarn. Ein Jahrtausend Sieger in Niederlagen. Bertelsmann, München 1999, ISBN 3-570-00218-7, als TB: Goldmann, München 2001, ISBN 3-442-15122-8.
- Reflexionen eines kritischen Europäers. Kremayr und Scheriau, Wien 2005, ISBN 3-218-00758-5.
- Der Ungarnaufstand 1956. Eine Revolution und ihre Folgen. Bertelsmann, München 2006, ISBN 3-570-00579-8.
- Mein Österreich. 50 Jahre hinter den Kulissen der Macht. Ecowin, Salzburg 2007, ISBN 3-902404-46-9.
- Best of Paul Lendvai. Begegnungen, Erinnerungen, Einsichten. Ecowin, Salzburg 2008, ISBN 978-3-902404-66-4.
- Als der Eiserne Vorhang fiel. Texte aus dem „Wiener Journal“ und der „Europäischen Rundschau“ aus dem annus mirabilis 1989. Herausgegeben mit Rudolf Bretschneider, Einleitung von Michael Spindelegger, Edition Atelier, Wien 2009, ISBN 978-3-902498-26-7.
- Mein verspieltes Land. Ungarn im Umbruch. Ecowin, Salzburg 2010, ISBN 978-3-902404-94-7.
- Leben eines Grenzgängers. Erinnerungen. Aufzeichnungen im Gespräch mit Zsófia Mihancsik, aus dem Ungarischen von Ernö Zeltner. Kremayr & Scheriau, Wien 2013, ISBN 978-3-218-00864-8.
- Orbans Ungarn. Kremayr & Scheriau, Wien 2016, ISBN 978-3-218-01038-2.
- Die verspielte Welt. Begegnungen und Erinnerungen. Ecowin, Salzburg 2019, ISBN 978-3-7110-0159-7.
- Vielgeprüftes Österreich: Ein kritischer Befund zur Zeitenwende, ecoWing, Elsbethen 2022, ISBN 978-3-7110-0269-3.
- Über die Heuchelei. Täuschungen und Selbsttäuschungen in der Politik, Paul-Zsolnay-Verlag, Wien 2024, ISBN 978-3-552-07391-3.

### Mein verspieltes Land
In seinem Buch 2010 erschienen BuchMein verspieltes Land – Ungarn im Umbruch wirft er dem konservativen Fidesz-Vorsitzenden und ungarischen Ministerpräsidenten Viktor Orbán autokratische Tendenzen vor. Er spricht von Ungarn als „verführbare Nation“, die das Trianon-Trauma niemals überwinden konnte. Durch den Vertrag von Trianon verlor Ungarn einen Großteil seines Staatsgebietes und seiner Bevölkerung als Folge der Niederlage im Ersten Weltkrieg. So finden sich bis heute große ungarische Minderheiten in Rumänien, der Slowakei und Serbien. Orbán versteht sich als Ministerpräsident aller Ungarn, auch der Ungarn jenseits der heutigen Staatsgrenzen.
Bei der Parlamentswahl 2010 errang Orbáns Partei Fidesz eine Zweidrittelmehrheit, die es ihr im Parlament erlaubt, wesentliche Teile der Verfassung zu ändern. Orbán spricht von einem neuen „System der Nationalen Zusammenarbeit“. Lendvai versucht in seinem Buch aufzuzeigen, wie die Orbán-Regierung die unabhängigen Institutionen auf Parteilinie zu bringen versucht. So wurde ein neues Mediengesetz verabschiedet, das der Regierung angeblich die Kontrolle über die Medien verschaffen soll. Lendvai weist nach, dass Orbán mit der angestrebten Macht über die Medien einer langfristig angelegten Strategie folgt. Kurz nach dem Erscheinen des Buches wurden in der regierungsnahen ungarischen Wochenzeitung Heti Válasz Dokumente des ungarischen Geheimdienstes veröffentlicht, nach denen er mit den kommunistischen Behörden Ungarns kooperiert haben soll, was Lendvai jedoch in Abrede stellt. In der Folge dieser Anwürfe gab es auch Mobilisierungen und Drohungen gegen Lendvai, woraufhin die Heinrich-Böll-Stiftung eine Lesung Lendvais aus Sicherheitsgründen absagte.

## Auszeichnungen (Auswahl)
- 1974: Dr.-Karl-Renner-Publizistikpreis[14]
- 1974: Goldenes Ehrenzeichen für Verdienste um die Republik Österreich[15]
- 1980: Berufstitel Professor[15]
- 1984: Karl-Renner-Preis der Stadt Wien[14]
- 1986: Großes Ehrenzeichen für Verdienste um die Republik Österreich
- 1989: Goldenes Ehrenzeichen für Verdienste um das Land Wien[15]
- 1990: Großes Goldenes Ehrenzeichen des Landes Steiermark[15]
- 1990: Großes Verdienstkreuz des Verdienstordens der Bundesrepublik Deutschland
- 1994: Österreichisches Ehrenkreuz für Wissenschaft und Kunst I. Klasse[15]
- 1994: Bruno-Kreisky-Preis für das politische Buch (Hauptpreis) für „Zwischen Hoffnung und Ernüchterung – Reflexionen zum Wandel in Osteuropa“[16]
- 1997: Silbernes Komturkreuz des Ehrenzeichens für Verdienste um das Bundesland Niederösterreich
- 1998: Axel-Corti-Preis
- 1999: Kommandeurskreuz des Verdienstordens der Republik Polen[14]
- 2000: Großer Ehrenpreis des Burgenländischen Journalistenpreises[14]
- 2001: Fernsehpreis der österreichischen Volksbildung für seine Bruno-Kreisky-Biographie (gemeinsam mit Helene Maimann)
- 2001: Corvinus-Preis des Budapester Europainstitutes[15]
- 2001: Großes Goldenes Ehrenzeichen für Verdienste um die Republik Österreich[17]
- 2002: Dr.-Alois-Mock-Europa-Preis[14]
- 2003: Verdienstkreuz mit Stern der Republik Ungarn
- 2003: Fellowship des Centrums für angewandte Politikforschung, München[14]
- 2005: Österreichischer Staatspreis für Kulturpublizistik
- 2008: Ehrenpreis des österreichischen Buchhandels für Toleranz in Denken und Handeln[18]
- 2018: Prix du livre européen in der Kategorie „Essay“ für Orbán. Europe’s New Strongman (Orbans Ungarn)
- 2020: Bruno-Kreisky-Preis für das politische Buch – Preis für das publizistische Gesamtwerk[19]
- 2022: Concordia-Preis für das Lebenswerk[20]
- 2024: Goldener Rathausmann[21]